# Silberdichromat
Silberdichromat ist das Silbersalz der frei instabilen Dichromsäure.

## Gewinnung und Darstellung
Silberdichromat kann durch Reaktion von Silbernitrat mit Kaliumdichromat gewonnen werden.
{\displaystyle {\ce {2 AgNO3 + K2Cr2O7 -> Ag_2Cr_2O_7 + 2 KNO3}}}
Diese Art der Synthese kann in Gel zur Bildung von Liesegangschen Ringen verwendet werden.
Es sind auch noch Synthesen ausgehend von Silbersalicylat bekannt.

## Eigenschaften
Silberdichromat ist ein dunkelroter, nicht lichtempfindlicher Feststoff, der praktisch unlöslich in Wasser ist. Bei Erhitzung und in heißem Wasser zersetzt sich die Verbindung.

## Verwendung
Silberdichromat entsteht beim Nachweis von Silber durch Kaliumdichromat. Es kann auch in Kopierpapieren eingesetzt werden.